# 복수초속
복수초속은 미나리아재비과의 속이다.
그리스 신화에 나오는 아도니스에서 이름을 따왔다. 유럽에는 붉은색 꽃이 있어 아도니스의 피에 비유된다.
아시아와 유럽 원산이다. 키는 10~40 센티미터 정도이고 잎은 솜털이 나며 잘게 갈라진다. 붉거나 노란색의 꽃을 피우며, 꽃잎은 5~30장이다.

## 하위 종
이 속에는 대략 20~30 종이 속하는데 한국에는 3종, 1품종이 있다.
- Adonis ramosa Franch. - 가지복수초
- Adonis amurensis Regel & Radde - 복수초
- Adonis multiflora Nishikawa & Koki Ito - 세복수초
- Adonis amurensis subsp. nanus Y.N.Lee - 애기복수초